# Site of vaporized island Elugelab
Site of vaporized island Elugelab är en ö i Marshallöarna.   Den ligger i kommunen Enewetak, i den västra delen av Marshallöarna, 1 100 km nordväst om huvudstaden Majuro.